# 홍주연의 달빛 라디오
홍주연의 달빛 라디오는 G1 Fresh-FM(원주 103.1 춘천 105.1 강릉 106.1 태백 99.3 평창 88.3MHz)에서 2017년 3월 28일부터 2017년 10월 29일까지 7개월간 매일 밤 12시부터 1시까지 방송된 G1 강원민방 홍주연 기상캐스터가 진행한 음악 전문 라디오 프로그램이다.

## 진행
- 홍주연 기상캐스터

### [월요일 ~ 목요일]
- 오늘의 뮤직 : 아름다운 노래가사를 읽어드립니다.

### [금요일]
- 뮤직캘린더 : 그 주에 있었던 음악의 역사적인 사건과 다양한 장르의 음악들을 소개해드립니다

### [토요일]
- 유브 갓 메시지 : 가슴을 울리는 따뜻한 이야기를 들려드립니다. (수필, 에세이)

### [일요일]
- 소곤소곤 동화 : 잊었던 동심의 세계를 추억할 수 있는 시간, 어른동화 속으로 여러분을 초대합니다.

## 같이 보기
- G1 강원민방
- G1 Fresh-FM
- SBS 파워FM
- 존박의 뮤직하이